# クーナー
クーナー王はラーンナー王朝6代目の王である。グナ王などとも表記される。

## 伝記
クーナーの時代は国内は安定期を迎え、『チエンマイ年代記』によると国内は非常に栄え、毎年朝貢国から朝貢が行われ、息子の誕生日には多くの国から祝いが集まった。
これらの繁栄を背景にクーナーは仏教保護を積極的に行った。まず国内に、スコータイから当時より純粋な仏教と考えられていたラーマン派（旧ランカーウォン派）と呼ばれる教派を国内に導入した。また『プラタートドーイステープ年代記』によれば、1369年、スコータイからスマナ長老と仏舎利を招来してラムプーンのワット・プラユワンに住まわせ、『ムーラサーサナー』によれば、8,400人の僧をランカウォンの僧として再出家させた。
1371年ワット・ブッパラーム（ワット・スワンドーク）を建設。1337年にワット・ブッパーラームを中心にウィエンスワンドークと呼ばれる仏教センターを築き、他国からの仏教留学を推進した。これは当時仏教の中心をラムプーンからチエンマイへと移動する意図があったといわれる。